# ФК «Сокол» Саратов в сезоне 2024/2025
Сезон 2024/2025 годов стал для ФК «Сокол» 33-м в его истории выступлений в чемпионате России по футболу.

## Команда 2024/2025

### Состав команды
- Список игроков, основного состава футбольного клуба «Сокол» Саратов в сезоне 2024/2025 годов[1][2][3][4][5][6].

| №             | Игрок                | Гражданство                      | Дата рождения    | Чемпионат России | Чемпионат России | Чемпионат России | Кубок России | Кубок России | Кубок России | Всего   | Всего   | Всего   |
| №             | Игрок                | Гражданство                      | Дата рождения    | Игры             | Голы             | ЖК/КК            | Игры         | Голы         | ЖК/КК        | Игры    | Голы    | ЖК/КК   |
| Вратари       | Вратари              | Вратари                          | Вратари          | Вратари          | Вратари          | Вратари          | Вратари      | Вратари      | Вратари      | Вратари | Вратари | Вратари |
| ------------- | -------------------- | -------------------------------- | ---------------- | ---------------- | ---------------- | ---------------- | ------------ | ------------ | ------------ | ------- | ------- | ------- |
| 1             | Тимур Крайков        | Флаг России                      | 2 мая 2001       | 5                | -6               | —                | 2            | -5           | 1            | 7       | -11     | 1       |
| 33            | Никита Карабашев     | Флаг России                      | 30 июня 2002     | 6                | -9               | —                | —            | —            | —            | 6       | -9      | —       |
| 35            | Пётр Косаревский     | Флаг России                      | 11 мая 1999      | 22               | -26              | 2                | —            | —            | —            | 22      | -26     | 2       |
| 36            | Михаил Левашов       | Флаг России                      | 4 октября 1991   | 2                | 0                | —                | —            | —            | —            | 2       | 0       | —       |
| Защитники     |                      |                                  |                  |                  |                  |                  |              |              |              |         |         |         |
| 5             | Владимир Ковачевич   | Флаг Сербии                      | 11 ноября 1992   | 13               | 2                | 2                | —            | —            | —            | 13      | 2       | 2       |
| 6             | Иван Мокшин          | Флаг России                      | 3 апреля 2003    | —                | —                | —                | 1            | —            | —            | 1       | —       | —       |
| 8             | Аслан Дудиев         | Флаг России                      | 15 июня 1990     | 11               | —                | 1                | —            | —            | —            | 11      | —       | 1       |
| 13            | Дмитрий Иванов       | Флаг России                      | 6 сентября 2000  | 23               | —                | 7                | 1            | —            | 1            | 24      | —       | 8       |
| 18            | Иван Лепский         | Флаг России                      | 19 января 2005   | 12               | —                | —                | —            | —            | —            | 12      | —       | —       |
| 23            | Иван Чуриков         | Флаг России                      | 23 августа 2003  | 30               | 1                | 3                | 2            | —            | —            | 32      | 1       | 3       |
| 27            | Артём Молодцов       | Флаг России                      | 8 октября 1990   | 27               | 2                | 4                | 1            | —            | 1            | 28      | 2       | 5       |
| 28            | Павел Забелин        | Флаг Беларуси                    | 30 июня 1995     | 28               | 1                | 5                | —            | —            | —            | 28      | 1       | 5       |
| 41            | Даниил Кузьмин       | Флаг России                      | 28 апреля 2005   | —                | —                | —                | 1            | —            | —            | 1       | —       | —       |
| 51            | Антон Синяк          | Флаг России                      | 30 января 1999   | 21               | —                | 5                | 2            | —            | —            | 23      | —       | 5       |
| 57            | Дмитрий Бегун        | Флаг России                      | 23 апреля 2003   | 10               | —                | 2                | —            | —            | —            | 10      | —       | 2       |
| 59            | Никита Капленко      | Флаг Беларуси                    | 18 сентября 1995 | 11               | —                | 1/1              | 2            | —            | —            | 13      | —       | 1/1     |
| Полузащитники |                      |                                  |                  |                  |                  |                  |              |              |              |         |         |         |
| 4             | Давид Ндука          | Флаг Нигерии                     | 2 декабря 2003   | 9                | —                | 2                | —            | —            | —            | 9       | —       | 2       |
| 7             | Владислав Самко      | Флаг России                      | 3 января 2002    | 10               | 1                | 1                | 2            | 1            | —            | 12      | 2       | 1       |
| 8             | Гиорги Кантария      | Флаг Грузии                      | 27 апреля 1997   | 11               | —                | 4                | —            | —            | —            | 11      | —       | 4       |
| 10            | Шамиль Саадуев       | Флаг России                      | 10 ноября 1996   | 14               | —                | 1                | 2            | —            | —            | 16      | —       | 1       |
| 11            | Владлен Бабаев       | Флаг России                      | 16 октября 1996  | 26               | —                | 1                | 2            | —            | —            | 28      | —       | 1       |
| 18            | Владимир Кобахидзе   | Флаг России · Флаг Грузии        | 9 сентября 1999  | 3                | —                | —                | —            | —            | —            | 3       | —       | —       |
| 20            | Данил Полубояринов   | Флаг России · Флаг Туркменистана | 4 февраля 1997   | 30               | —                | 1                | 1            | —            | —            | 31      | —       | 1       |
| 22            | Роман Юзепчук        | Флаг Беларуси                    | 24 июля 1997     | 25               | —                | 2/1              | 1            | —            | —            | 26      | —       | 2/1     |
| 40            | Даниил Володин       | Флаг России                      | 9 сентября 2005  | —                | —                | —                | 1            | —            | —            | 1       | —       | —       |
| 56            | Руслан Чобанов       | Флаг России                      | 30 марта 2004    | 19               | —                | —                | 1            | —            | —            | 20      | —       | —       |
| 69            | Роман Ермолин        | Флаг России                      | 23 марта 2004    | 17               | 1                | 4                | 2            | —            | —            | 19      | 1       | 4       |
| 77            | Дмитрий Сасин        | Флаг России                      | 21 августа 1996  | 31               | 3                | 3                | 1            | —            | —            | 32      | 3       | 3       |
| 88            | Александр Гуз        | Флаг Беларуси                    | 22 мая 2004      | 14               | —                | —                | 2            | —            | —            | 16      | —       | —       |
| Нападающие    |                      |                                  |                  |                  |                  |                  |              |              |              |         |         |         |
| 7             | Илья Порохов         | Флаг России                      | 11 июня 2001     | 13               | —                | —                | —            | —            | —            | 13      | —       | —       |
| 9             | Владислав Шпитальный | Флаг России                      | 5 сентября 1996  | 23               | 1                | 4                | 2            | 2            | —            | 25      | 3       | 4       |
| 10            | Батраз Гурциев       | Флаг России                      | 12 декабря 1998  | 12               | 4                | —                | —            | —            | —            | 12      | 4       | —       |
| 14            | Альберт Погосян      | Флаг России · Флаг Армении       | 10 ноября 2002   | —                | —                | —                | 1            | —            | —            | 1       | —       | —       |
| 19            | Стефан Вукич         | Флаг Сербии                      | 29 июня 1995     | 10               | 1                | 2                | —            | —            | —            | 10      | 1       | 2       |
| 55            | Артём Максименко     | Флаг России                      | 27 мая 1998      | 21               | 5                | 1                | 1            | 1            | —            | 22      | 6       | 1       |
| 92            | Егор Карпицкий       | Флаг Беларуси                    | 27 ноября 2003   | 27               | 2                | 1                | —            | —            | —            | 27      | 2       | 1       |

## Первая лига 2024/2025
Основная статья: Первая лига России по футболу 2024/2025

### Результаты матчей
| 14 июля 2024 1-й тур | Чайка              | 1:1 (0:0) | Сокол                        | Песчанокопское                                                                                  |
| 7:00 PM | Забелин 75′ (авт.) | видео     | 52′ Карпицкий · 59' Капленко | Стадион: Центральный стадион имени И. П. Чайки Зрителей: 1375 Судья: Богдан Головко (Волгоград) |
| Чайка: Штепа, Пелих (Ивашин, 63), Кармаев, Нестеров, Пивоваров (Руденко, 87), Зарыпбеков, Янов (Левин, 78), Кожедуб, Бамматгереев (Квеквескири, 63), Хохлачёв, Библик Сокол: Косаревский, Синяк, Капленко, Дудиев (Молодцов, 84), Полубояринов (Иванов, 63), Забелин, Кобахидзе (Бабаев, 46), Чобанов, Сасин (Шпитальный, 84), Максименко, Карпицкий (Гуз, 78) |                    |           |                              |                                                                                                 |

| 20 июля 2024 2-й тур | Сокол         | 1:0 (1:0) | Енисей | Саратов                                                          |
| 5:00 PM | Сасин 27′ 88' | видео     |        | Стадион: «Локомотив» Зрителей: 3080 Судья: Антон Фролов (Москва) |
| Сокол: Косаревский, Синяк, Иванов, Дудиев (Молодцов, 46), Забелин, Полубояринов (Кобахидзе, 74), Чобанов, Бабаев (Гуз, 65), Сасин (Шпитальный, 87), Карпицкий (Чуриков, 65), Максименко Енисей: Антипин, Ширяев (Гилязетдинов, 68), Цесь, Рукас, Масловский, Шипунов, Чуканов (Молтенинов, 82), Ломакин, Д. Тихонов, Самойлов (Денисов, 68), Савельев |               |           |        |                                                                  |

| 27 июля 2024 3-й тур | Сокол                      | 1:0 (0:0) | КАМАЗ         | Саратов                                                               |
| 5:00 PM | Карпицкий 51′ · Бабаев 64' | видео     | 90+2' Абрамов | Стадион: «Локомотив» Зрителей: 3180 Судья: Алексей Лапатухин (Москва) |
| Сокол: Косаревский, Синяк, Иванов, Молодцов (Чуриков, 88), Забелин, Полубояринов (Ермолин, 59), Чобанов, Бабаев (Саадуев, 69), Сасин (Шпитальный, 88), Карпицкий (Максименко, 59), Гуз КАМАЗ: Анисимов, Стародуб, Аюкин (Гюрджан, 73), Маругин, Кусяпов (Ратников, 71), Почивалин (Абрамов, 65), Фартуна (Ермолаев, 71), Козлов, Акбашев (Защепкин, 65), Горелов, Караев |                            |           |               |                                                                       |

| 3 августа 2024 4-й тур | Урал        | 0:0 (0:0) | Сокол     | Екатеринбург                                                                        |
| 3:00 PM | Бегич 90+2' | видео     | 86' Синяк | Стадион: «Екатеринбург Арена» Зрителей: 10 545 Судья: Егор Егоров (Нижний Новгород) |
| Урал: Щербицкий, Гогличидзе, Филипенко, Бегич, Бевеев, Чудин (Ишков, 46), Мишкич (Эммерсон, 84), Железнов (Порохов, 71), Егорычев, Воронов (Каштанов, 55), Ионов (Аюпов, 71) Сокол: Косаревский, Синяк, Иванов, Молодцов, Забелин, Чобанов (Н.Капленко, 81), Полубояринов (Саадуев, 65), Гуз (Бабаев, 75), Сасин (Чуриков, 81), Карпицкий, Максименко (Ермолин, 75) |             |           |           |                                                                                     |

| 10 августа 2024 5-й тур | Сокол               | 1:1 (0:0) | Балтика                     | Саратов                                                               |
| 5:00 PM | Чуриков 90+1′ 90+1' | видео     | 72′ Эльдарушев · 78' Пряхин | Стадион: «Локомотив» Зрителей: 5020 Судья: Николай Волошин (Смоленск) |
| Сокол: Косаревский, Дудиев, Синяк, Иванов, Забелин, Чобанов (Шпитальный, 76), Гуз, Ермолин (Карпицкий, 46), Полубояринов (Саадуев, 70), Сасин (Чуриков, 65), Максименко Балтика: Бориско, А.Мохаммад (Маляров, 89), Осипов (Петров, 46), Андраде, Гассама, Терентьев (Стефанович, 68), Аванесян, Глушков, Пряхин, Никишин (Саусь, 58), Алекс Фернандес (Эльдарушев, 58) |                     |           |                             |                                                                       |

| 18 августа 2024 6-й тур | Сокол                                     | 0:1 (0:1) | Уфа                                                                      | Саратов                                                               |
| 5:00 PM | Полубояринов 18' · Иванов 29' · Синяк 89' | видео     | 34′ Анисимов · 87' Баклов · 90+2' Перчёнок · 90+2' Озманов · 90+2' Агеян | Стадион: «Локомотив» Зрителей: 5250 Судья: Станислав Матвеев (Троицк) |
| Сокол: Косаревский, Синяк, Иванов, Дудиев (Молодцов, 46), Забелин, Полубояринов (Саадуев, 46), Чобанов, Гуз (Ермолин, 58), Сасин (Шпитальный, 77), Карпицкий (Чуриков, 58), Максименко Уфа: Баклов, Карпов, Кутин, Перчёнок, Захаров, Анисимов, Мацхарашвили (Гуренко, 66), Адаев (Шаваев, 77), Пасевич (Озманов, 85), Агеян (Гыстаров, 77), Ложкин (Гараев, 66) |                                           |           |                                                                          |                                                                       |

| 23 августа 2024 7-й тур | СКА-Хабаровск                                        | 2:2 (1:2) | Сокол                                           | Раменское                                                      |
| 2:00 PM | Н. Першин 36' 45′ · Бавин 51' · Гаджимурадов 48′ 78' | видео     | 4′ 20′ Максименко · 36' Иванов · 62' Максименко | Стадион: «Сатурн» Зрителей: 217 Судья: Владимир Фалов (Москва) |
| СКА-Хабаровск: Кузнецов, Носков, Покидышев, Садики, Журавлёв, Бавин, Симонян (Мирошниченко, 79), Гаджимурадов, Н. Першин, Алиев (Гаглоев, 61), Гонгадзе (Гонгапшев, 61) Сокол: Косаревский, Иванов, Молодцов, Синяк (Гуз, 79), Капленко, Забелин, Чобанов (Кобахидзе, 68), Саадуев (Полубояринов, 58), Сасин (Карпицкий, 79), Шпитальный (Чуриков, 58), Максименко |                                                      |           |                                                 |                                                                |

| 1 сентября 2024 8-й тур | Сокол | 0:0 (0:0) | Шинник                     | Саратов                                                           |
| 3:00 PM |       | видео     | 29' Дж.Джон · 50' Скворцов | Стадион: «Локомотив» Зрителей: 4100 Судья: Игорь Захаров (Казань) |
| Сокол: Косаревский, Молодцов, Иванов, Синяк, Капленко (Гуз, 73), Забелин, Чобанов (Полубояринов, 69), Самко (Чуриков, 59), Сасин (Юзепчук, 69), Карпицкий (Саадуев, 46), Максименко Шинник: Вамбольт, Чёрный, Джон (Якушевич, 79), Загре, Косогоров, Скворцов (Малахов, 69), Алейников, Гбамбле (Шакуро, 69), Сухомлинов (Куль, 79), Зинков, Фёдоров (Жамалетдинов, 59) |       |           |                            |                                                                   |

| 9 сентября 2024 9-й тур | Родина                                                         | 2:0 (1:0) | Сокол       | Москва                                                                    |
| 7:00 PM | Бурлаков 7′ · Юшин 58′ · Мальцев 69' · Крижан 79' · Мусаев 82' | видео     | 66' Саадуев | Стадион: «Сапсан Арена» Зрителей: 911 Судья: Андрей Фисенко (Владивосток) |
| Родина: Сангаре, Шадринцев (Придава, 84), Крижан, Мещанинов, Мусаев, Кожедуб (Сокол, 84), Мальцев (Малыгин, 76), Гордюшенко (Данилин, 68), Бурлаков, Юшин, Концевой (Кане, 76) Сокол: Косаревский, Синяк, Иванов, Молодцов, Полубояринов, Чобанов, Н.Капленко, Саадуев (Чуриков, 68), Сасин (Юзепчук, 60), Самко, Максименко (Шпитальный, 73) |                                                                |           |             |                                                                           |

| 15 сентября 2024 10-й тур | Тюмень       | 0:1 (0:1) | Сокол                                           | Тюмень                                                          |
| 2:00 PM | Кенфак 90+4' | видео     | 21' Иванов · 42′ Максименко · 90+4' Косаревский | Стадион: «Геолог» Зрителей: 3100 Судья: Владимир Фалов (Москва) |
| Тюмень: Крицюк, Бем (Поройков, 82), Шавлохов, Сухорученко, Храмцов, Карпов, Клёнкин (Савинов, 70), Коротаев (Марьянов, 82), Кулишев (Талалай, 70), Кенфак, Купцов (Ткачук, 55) Сокол: Косаревский, Синяк, Иванов, Молодцов, Забелин, Полубояринов (Н.Капленко, 64), Юзепчук (Шпитальный, 84), Чобанов (В.Бабаев, 84), Сасин (Чуриков, 70), Саадуев (Самко, 64), Максименко |              |           |                                                 |                                                                 |

| 21 сентября 2024 11-й тур | Сокол                                   | 1:1 (0:0) | Сочи                                     | Саратов                                                          |
| 2:00 PM | Чобанов 41' · Самко 67′ · Юзепчук 90+1' | видео     | 63′ 79' Марсело Алвес · 90+3' Бурмистров | Стадион: «Локомотив» Зрителей: 4120 Судья: Игорь Панин (Дмитров) |
| Сокол: Косаревский, Чуриков, Иванов, Забелин, Молодцов (Капленко, 65), Полубояринов (Саадуев, 89), Чобанов, Самко, Сасин (Шпитальный, 77), Юзепчук (Бабаев, 89), Максименко (Карпицкий, 77) Сочи: Дёгтев, Заика (Магаль, 77), Суслов (Маслов, 57), Кожемякин, Марсело Алвес, Сааведра (Литвинов, 77), Кравцов, Крамарич, Никитин (Бурмистров, 57), Шушеначев (Сафронов, 77), Писарский |                                         |           |                                          |                                                                  |

| 29 сентября 2024 12-й тур | Черноморец                                                                         | 3:0 (1:0) | Сокол           | Новороссийск                                                               |
| 5:00 PM | Гурченко 41′ · Уридия, 45+1 (незабит) · Кротов 56′ · Селестино 89' · Мусалов 90+4′ | видео     | 44' Косаревский | Стадион: «Центральный» Зрителей: 5733 Судья: Анатолий Жабченко (Краснодар) |
| Черноморец: Фролкин, Енин, Стежко, Черов, Красильниченко, Ланин, Иванов, Гурченко (Хабалов, 67, Мусалов, 71), Кротов (Акбашев, 67), Уридия (Селестино, 87), Родионов (Фищенко, 72) Сокол: Косаревский, Чуриков (Ермолин, 65), Д.Иванов, Дудиев, Забелин, Самко (Саадуев, 75), Полубояринов (Бабаев, 65), Чобанов, Сасин (Шпитальный, 56), Юзепчук, Максименко (Карпицкий, 75) |                                                                                    |           |                 |                                                                            |

| 7 октября 2024 13-й тур | Сокол                   | 0:1 (0:1) | Ротор                     | Саратов                                                                   |
| 6:45 PM | Сасин 65' · Самко 90+2' | видео     | 27′ Мальцев · 33' Касимов | Стадион: «Локомотив» Зрителей: 3670 Судья: Евгений Галимов (Екатеринбург) |
| Сокол: Косаревский, Молодцов, Дудиев, Иванов, Чуриков, Полубояринов (Гуз, 59), Чобанов (Ермолин, 85), Бабаев (Самко, 59), Юзепчук (Шпитальный, 66), Карпицкий (Сасин, 46), Максименко Ротор: Чагров, Семёнов, Плиев, Шумских, Швецов, Плотников (Пяткин, 78), Мальцев (Соколов, 85), Касимов (Завезён, 78), Агеев (Лаврищев, 72), Тюрин, Морозов (Таликин, 85) |                         |           |                           |                                                                           |

| 12 октября 2024 14-й тур | Торпедо (Москва)                                                  | 5:0 (3:0) | Сокол                      | Химки                                                                            |
| 4:00 PM | Бородин 12′ · Манелов 15′ · Галкин 26′ · Нетфуллин 51′ 57′ (пен.) | видео     | 62' Чуриков · 90+3' Дудиев | Стадион: «Арена Химки» Зрителей: 1012 Судья: Владислав Целовальников (Астрахань) |
| Торпедо (Москва): Ботнарь, Роганович, Бородин, Данилкин, Шевченко (Байтуков, 46), Нетфуллин, Чурич, Горбунов (Соколов, 60), Галкин (Червяков, 59), Манелов (Шитов, 77), Максимов (Корян, 70) Сокол: Косаревский, Иванов, Капленко, Чуриков (Молодцов, 67), Самко (Дудиев, 77), Саадуев (Бабаев, 60), Юзепчук, Полубояринов, Гуз, Сасин (Ермолин, 61), Максименко (Шпитальный, 46) |                                                                   |           |                            |                                                                                  |

| 20 октября 2024 15-й тур | Сокол          | 0:1 (0:1) | Алания       | Саратов                                                            |
| 11:30 AM | Шпитальный 27' | видео     | 44′ Хадарцев | Стадион: «Локомотив» Зрителей: 850 Судья: Ярослав Хромей (Воронеж) |
| Сокол: Косаревский, Молодцов, Чуриков, Иванов, Забелин, Самко (Гуз, 46), Полубояринов (Саадуев, 75), Юзепчук, Сасин (Ермолин, 71), Чобанов (Бабаев, 60), Шпитальный (Максименко, 46) Алания: Солдатенко, Татаев, Плиев, Багаев, Москаленчик, Бутаев, Хугаев (Макаров, 79), Цаллагов, Абдоков, Хадарцев (Гаглоев, 74), Нафиков (Тарба, 79) |                |           |              |                                                                    |

| 27 октября 2024 16-й тур | Нефтехимик  | 0:0 (0:0) | Сокол      | Нижнекамск                                                            |
| 4:00 PM | Морозов 66' | видео     | 44' Иванов | Стадион: «Нефтехимик» Зрителей: 442 Судья: Богдан Головко (Волгоград) |
| Нефтехимик: Янович, Кахидзе, Толстопятов, Ситдиков, Шоркин (Сагуткин, 6), Морозов (Родин, 73), Емельянов, Петров, Шильцов (Магомедов, 65), Джамилов, Алиев Сокол: Косаревский, Дудиев, Иванов, Синяк, Капленко, Полубояринов (Бабаев, 75), Юзепчук (Карпицкий, 75), Забелин, Чобанов, Сасин (Молодцов, 85), Максименко |             |           |            |                                                                       |

| 2 ноября 2024 17-й тур | Сокол                                       | 1:0 (1:0) | Арсенал | Саратов                                                                   |
| 12:00 PM | Максименко 13′ · Капленко 50' · Ермолин 63' | видео     |         | Стадион: «Локомотив» Зрителей: 1640 Судья: Евгений Галимов (Екатеринбург) |
| Сокол: Косаревский, Синяк, Молодцов, Дудиев (Чуриков, 89), Капленко (Гуз, 62), Забелин, Чобанов, Полубояринов (Бабаев, 67), Юзепчук, Сасин (Ермолин, 62), Максименко (Карпицкий, 89) Арсенал: Левашов, Семенчук (Жилкин, 17), Волков, Бердников, Цараев (Ботака-Иобома, 74), Кайнов, Гелоян, Шевченко (Раздорских, 46), Липовой (Одейинка, 74), Попов (Печёнкин, 17), Турищев |                                             |           |         |                                                                           |

| 9 ноября 2024 18-й тур | КАМАЗ                                                         | 3:1 (0:1) | Сокол                        | Набережные Челны                                             |
| 3:00 PM | Фартуна 52′ (пен.) · Горелов 67′ · Караев 76′ · Мельников 89' | видео     | 5′ 35' Сасин · 90+3' Забелин | Стадион: «КАМАЗ» Зрителей: 678 Судья: Инал Танашев (Нальчик) |
| КАМАЗ: Купцов, Мельников, Маругин, Абрамов (Аюкин, 88), Стародуб, Почивалин, Козлов, Горелов, Кириллов (Дерюгин, 59), Фартуна (Абдуллаев, 77), Караев (Защепкин, 88) Сокол: Косаревский, Дудиев, Иванов, Синяк, Н.Капленко (Гуз, 59), Полубояринов (В.Бабаев, 66), Сасин (Ермолин, 59), Чобанов (Самко, 80), Забелин, Юзепчук, Максименко (Карпицкий, 66) |                                                               |           |                              |                                                              |

| 16 ноября 2024 19-й тур | Уфа                                                                | 2:0 (0:0) | Сокол      | Уфа                                                                 |
| 11:00 AM | Анисимов 49′ · Агеян 58′ · Перчёнок 59' · Ложкин 78' · Исаев 90+1' | видео     | 41' Иванов | Стадион: «Нефтяник» Зрителей: 730 Судья: Антон Анопа (Благовещенск) |
| Уфа: Баклов, Карпов, Кутин, Корнюшин, Перчёнок (Стоцкий, 82), Гуренко, Анисимов (Гыстаров, 87), Мацхарашвили (Шаваев, 87), Ложкин (Адаев, 82), Пасевич (Исаев, 89), Агеян Сокол: Косаревский, Чуриков, Иванов, Молодцов, Синяк, Полубояринов, Сасин (Шпитальный, 74), Гуз (Саадуев, 84), В.Бабаев (Карпицкий, 66), Юзепчук (Самко, 66), Максименко (Ермолин, 74) |                                                                    |           |            |                                                                     |

| 24 ноября 2024 20-й тур | Сокол          | 1:2 (1:1) | Торпедо (Москва)                      | Саратов                                                                        |
| 11:00 AM | Максименко 23′ | видео     | 5′ Манелов · 18' Бородин · 90′ Чупаёв | Стадион: «Локомотив» Зрителей: 1370 Судья: Владислав Целовальников (Астрахань) |
| Сокол: Косаревский, Чуриков, Иванов (Синяк, 46), Молодцов, Забелин, Юзепчук (Дудиев, 73), Полубояринов (Чобанов, 73), В.Бабаев (Саадуев, 73), Сасин (Ермолин, 84), Максименко, Карпицкий Торпедо (Москва): Ботнарь, Роганович (Байтуков, 84), Шевченко, Данилкин, Бородин, Горбунов (Корян, 64), Нетфуллин, Манелов (Червяков, 56), Коледин (Галкин, 56), Костин, Максимов (Чупаёв, 64) |                |           |                                       |                                                                                |

| 30 ноября 2024 21-й тур | Сокол                  | 0:1 (0:1) | СКА-Хабаровск                                   | Саратов                                                               |
| 11:00 AM | Иванов 33' · Синяк 49' | видео     | 39′ Гонгадзе · 52' Симонян · 63' Борха Мартинес | Стадион: «Локомотив» Зрителей: 1150 Судья: Алексей Лапатухин (Москва) |
| Сокол: Косаревский, Синяк (Ермолин, 87), Иванов, Чуриков, Молодцов, Забелин, Бабаев, Сасин, Полубояринов (Чобанов, 75), Максименко, Карпицкий (Шпитальный, 75) СКА-Хабаровск: Имамов, Поярков (Носков, 61), Покидышев, Быков, Журавлёв, Борха Мартинес, Симонян (Мариус, 72), Гаджимурадов (Гаглоев, 79), Першин, Алиев (Шарль, 79), Гонгадзе (Гонгапшев, 72) |                        |           |                                                 |                                                                       |

| 3 марта 2025 22-й тур | Сочи | 0:0 (0:0) | Сокол                    | Сочи                                                                |
| 4:00 PM |      | видео     | 24' Бегун · 74' Кантария | Стадион: «Фишт» Зрителей: 2251 Судья: Иван Сараев (Санкт-Петербург) |
| Сочи: Дёгтев, Терехов (Стойсавлевич, 75), Заика (Пасевич, 75), Литвинов, Абердин, Магаль, Кайнов, Крамарич, Сааведра, Никитин (Писарский, 67), Мелёшин (Шушеначев, 67) Сокол: Косаревский, Ковачевич, Лепский, Чуриков, Бегун, Забелин, Кантария (Ндука, 74), Полубояринов (Бабаев, 90+2), Сасин (Порохов, 64), Гурциев (Юзепчук, 64), Карпицкий (Вукич, 90+2) |      |           |                          |                                                                     |

| 9 марта 2025 23-й тур | Сокол                          | 1:3 (0:3) | Нефтехимик                                                             | Саратов                                                                   |
| 11:00 AM | Забелин 33' · Сасин 72′ (пен.) | видео     | 11' Никитин · 18′ (пен.) Кахидзе · 19′ 33′ (пен.) Абдоков · 70' Ширяев | Стадион: Стадион «Локомотив» Зрителей: 1820 Судья: Олег Соколов (Воронеж) |
| Сокол: Карабашев, Бегун (Юзепчук, 78), Ковачевич, Лепский, Чуриков, Кантария (В.Бабаев, 67), Забелин, Полубояринов (Сасин, 46), Гурциев (Ндука, 67), Порохов, Карпицкий (Вукич, 67) Нефтехимик: Янович, Кахидзе, Ширяев, Ситдиков, Толстопятов, Абдоков (Валиахметов, 46), Маляров, Денисов, Емельянов (Родин, 90), Никитин (Магомедов, 65), Шильцов (Лайкин, 90) |                                |           |                                                                        |                                                                           |

| 16 марта 2025 24-й тур | Ротор            | 2:2 (0:2) | Сокол                                                     | Волгоград                                                             |
| 1:00 PM | Лаврищев 70′ 88′ | видео     | 6′ (авт.) Плиев · 31′ Забелин · 34' Ковачевич · 87' Бегун | Стадион: «Волгоград Арена» Зрителей: 778 Судья: Антон Фролов (Москва) |
| Ротор: Чагров, Швецов, Клещенко, Плиев, Прищепа, Плотников (Завезён, 69), Болотов (Лаврищев, 46), Макаров, Мальцев (Таликин, 64), Сафронов (Шильников, 46), Турищев (Касимов, 64) Сокол: Карабашев, Бегун (Молодцов, 89), Лепский, Чуриков, Ковачевич, Забелин, Ндука, Кантария (Полубояринов, 79), Сасин (Юзепчук, 79), Порохов (Гурциев, 63), Вукич (Карпицкий, 63) |                  |           |                                                           |                                                                       |

| 22 марта 2025 25-й тур | Алания                                              | 2:1 (1:1) | Сокол                                                           | Грозный                                                                                       |
| 1:00 PM | Дауров 10' · Хугаев 40′ · Козырев 46' · Гогниев 88′ | видео     | Нереализованный пенальти: Сасин, 12 · 21' Вукич · 24′ Ковачевич | Стадион: Стадион имени Султана Билимханова Зрителей: 192 Судья: Егор Егоров (Нижний Новгород) |
| Алания: Натабашвили, Казанцев, Бутаев, Ышык (Бязров, 90+6), Чирков, Дауров, Закиров, Хугаев, Козырев (Гогниев, 66), Нафиков (Дудаев, 90+6), Черткоев (Качмазов, 61) Сокол: Карабашев, Чуриков (Гурциев, 62), Лепский, Ковачевич, Иванов, Юзепчук, Кантария, Ндука (Полубояринов, 71), Сасин (Бегун, 62), Вукич (Бабаев, 75), Порохов (Карпицкий, 62) |                                                     |           |                                                                 |                                                                                               |

| 30 марта 2025 26-й тур | Сокол                       | 0:0 (0:0) | Урал | Саратов                                                               |
| 12:00 PM | Ковачевич 67' · Забелин 91' | видео     |      | Стадион: «Локомотив» Зрителей: 2620 Судья: Богдан Головко (Волгоград) |
| Сокол: Карабашев, Ковачевич, Лепский, Чуриков (Шпитальный, 72), Забелин, Кантария, Полубояринов (Ндука, 60), Сасин (Бабаев, 60), Юзепчук, Порохов (Молодцов, 75), Гурциев (Бегун, 60) Урал: Селихов, Бегич, Бевеев, Мамин, Егорычев (Воронов, 46), Кузнецов (Железнов, 23), Ишков, Малькевич (Бессмертный, 80), Аюпов (Марков, 65), Сунгатулин, Секулич |                             |           |      |                                                                       |

| 6 апреля 2025 27-й тур | Арсенал                                                       | 1:0 (1:0) | Сокол         | Тула                                                              |
| 2:00 PM | Калмыков 29′ (пен.) · Бердников 33' · Хабибов 65' · Цулая 90' | видео     | 37' Карпицкий | Стадион: «Арсенал» Зрителей: 1002 Судья: Ярослав Хромей (Воронеж) |
| Арсенал: Цулая, Пенчиков, Семенчук, Бердников (Москаленчик, 46), Аванесян, Попов, Брнович (Цараев, 46), Лёвин, Ткачёв (Богданец, 46), Хабибов (Липовой, 81), Калмыков Сокол: Карабашев, Бегун, Ковачевич, Лепский, Юзепчук, Ндука (питальный, 74), Кантария, Сасин (Порохов, 60), Забелин, Гурциев (Бабаев, 60), Карпицкий (Вукич, 60) |                                                               |           |               |                                                                   |

| 13 апреля 2025 28-й тур | Сокол                                                    | 1:2 (0:0) | Родина                             | Саратов                                                                   |
| 12:00 PM | Кантария 50' · Ковачевич 65′ · Ндука 85' · Забелин 90+8' | видео     | 60′ Баришич · 90+8′ (авт.) Юзепчук | Стадион: «Локомотив» Зрителей: 2030 Судья: Евгений Галимов (Екатеринбург) |
| Сокол: Карабашев (Крайков, 87), Иванов, Чуриков (Бегун, 87), Ковачевич, Сасин, Ндука (Полубояринов, 69), Кантария, Юзепчук, Забелин, Карпицкий (Вукич, 46), Гурциев (Порохов, 57) Родина: Корякин, Рядно, Мещанинов, Крижан, Сокол (Юдинцев, 74, Шадринцев, 87), Фищенко, Рейна, Корян (Концевой, 59), Баришич (Абдусаламов, 74), Гордюшенко (Папе, 46), Максименко (Тимошенко, 74) |                                                          |           |                                    |                                                                           |

| 20 апреля 2025 29-й тур | Балтика                                                              | 1:1 (1:0) | Сокол                                                | Калининград                                                                   |
| 5:00 PM | Гассама 10′ · Андраде 20' · Пряхин 36' · Варатынов 39' · Мендель 51' | видео     | 19' Ндука · 49′ Молодцов · 45' Ковачевич · 69' Вукич | Стадион: «Ростех Арена» Зрителей: 14 129 Судья: Иван Сараев (Санкт-Петербург) |
| Балтика: Бориско, Варатынов, Гассама, Андраде, Мохаммад (Ковалёв, 67, М. Петров, 88), Мендель, И. Петров (Исаенко, 67), Саусь, Титков (Лисакович, 67), Пряхин, Хиль (Эльдарушев, 78) Сокол: Крайков, Ковачевич, Лепский, Синяк (Юзепчук, 46), Бегун, Молодцов, Ндука (Полубояринов, 32), Кантария, Сасин (Чуриков, 62), Шпитальный (Порохов, 62), Вукич |                                                                      |           |                                                      |                                                                               |

| 27 апреля 2025 30-й тур | Сокол                            | 1:2 (1:0) | Черноморец                                                  | Саратов                                                           |
| 2:00 PM | Вукич 16′ (пен.) · Юзепчук 90+1' | видео     | 63' Уридия · 81' Милич · 90+3′ Гузина · 90+4′ 90+5' Акбашев | Стадион: «Локомотив» Зрителей: 1900 Судья: Игорь Захаров (Казань) |
| Сокол: Крайков, Синяк (Ндука, 59), Забелин, Лепский, Ковачевич, Молодцов, Бегун (Чуриков, 46), Сасин (Гурциев, 81), Юзепчук, Шпитальный (Порохов, 71), Вукич (Карпицкий, 71) Черноморец: Содатенко, Чичинадзе, Стежко, Милич, Мастерной, Иванов, Ланин (Антонов, 82), Гурченко (Горелов, 46), Акбашев, Уридия (Енин, 90+7), Гузина |                                  |           |                                                             |                                                                   |

| 4 мая 2025 31-й тур | Сокол                                                          | 1:0 (0:0) | Тюмень       | Саратов                                                              |
| 2:00 PM | Гурциев 85′ · Шпитальный 68' · Молодцов 90+1' · Кантария 90+3' | видео     | 90+1' Ткачук | Стадион: «Локомотив» Зрителей: 2350 Судья: Герман Коваленко (Казань) |
| Сокол: Крайков, Ковачевич, Лепский, Молодцов, Чуриков (Гурциев, 84), Синяк (Кантария, 74), Юзепчук (Бегун, 63), Забелин, Ермолин (Порохов, 63), Шпитальный, Вукич (Бабаев, 63) Тюмень: Довгаль, Бем, Печёнкин, Храмцов, Коротков, Шавлохов, Петров, Поройков (Ткачук, 46), Коротаев (Савинов, 78), Пяткин, Гулько (Мокаев, 78) |                                                                |           |              |                                                                      |

| 10 мая 2025 32-й тур | Енисей                                                      | 2:1 (0:0) | Сокол                                                      | Красноярск                                                                    |
| 9:00 AM | М. Тихонов 56' 69′ · Ломакин 58′ · Тихонов · Масловский 86' | видео     | 6' Ермолин · 23' Синяк · 68′ (пен.) Гурциев · 81' Д.Иванов | Стадион: Центральный стадион Зрителей: 4125 Судья: Станислав Матвеев (Троицк) |
| Енисей: Шамов, Цесь, Иллой-Айет, Масловский, М. Тихонов (Богатырёв, 74), Д. Тихонов (Канаплин, 84), Чуканов, Ушатов, Ломакин (Батырев, 84), Мазурин (Кенфак, 84), Долгов (Окладников, 54) Сокол: Крайков, Чуриков, Ковачевич, Лепский, Молодцов, Синяк (Иванов, 77), Забелин, Шпитальный (Карпицкий, 77), Кантария (Бабаев, 59), Сасин (Гурциев, 46), Ермолин (Порохов, 59) |                                                             |           |                                                            |                                                                               |

| 18 мая 2025 33-й тур | Шинник                                                                                           | 0:4 (0:2) | Сокол                                                                            | Ярославль                                                             |
| 14:00 PM | Рукас 12' · Алейников, 27 (незабит) 39' · Чуриков 43' · Лавренков 49' · Черный 55' · Шипунов 80' | видео     | 3′ 56′ (пен.) Гурциев · 6′ Ермолин · 25' Кантария · 29' Ермолин · 66′ Шпитальный | Стадион: «Шинник» Зрителей: 3578 Судья: Иван Сараев (Санкт-Петербург) |
| Шинник: Вамбольт, Лавренков, Рукас (Зинков, 46), Чёрный, Голубев, Самойлов, Шипунов, Куль (Шакуро, 66), Алейников (Альфред, 46), Сухомлинов, Фёдоров (Джон, 66) Сокол: Левашов, Ковачевич, Лепский, Чуриков, Кантария (Полубояринов, 60), Юзепчук, Забелин, Ермолин (Молодцов, 60), Порохов (Вукич, 60), Шпитальный (Карпицкий, 81), Гурциев (Бабаев, 70) |                                                                                                  |           |                                                                                  |                                                                       |

| 24 мая 2025 34-й тур | Сокол                                                                                     | 1:0 (0:0) | Чайка                                        | Саратов                                                             |
| 14:00 | Шпитальный 4' · Синяк 6' · Юзепчук 22' 48' · Ермолин 52' · Молодцов 61′ 65' · Забелин 79' | видео     | 52' Николаев · 59' Ибрагимов · 83' Пивоваров | Стадион: «Локомотив» Зрителей: 4000 Судья: Ярослав Хромей (Воронеж) |
| Сокол: Левашов, Ковачевич, Лепский, Чуриков, Синяк, Молодцов, Гурциев (Карпицкий, 73), Юзепчук, Забелин, Ермолин (Порохов, 73), Шпитальный (Бабаев, 83) Чайка: Штепа, Евдокимов, Ибрагимов, Кармаев, Пивоваров (Арбузов, 83), Николаев, Зарыпбеков, Маляров (Черняков, 83), Бамматгереев, Хохлачёв (Козаченко, 73), Библик (Руденко, 61) |                                                                                           |           |                                              |                                                                     |

## Кубок России
| 25 сентября 2024 4-й раунд | Орёл                          | 2:3 | Сокол                  | Орёл                                                                              |
| 5:30 PM | Хмелевской 50′ · Дмитриев 72′ |     | 14′ 28′ 63′ Шпитальный | Стадион: «Центральный им. В. И. Ленина» Зрителей: 7861 Судья: Данил Каширин (Уфа) |
| Орёл: Земсков, Хмелевской, Копылов (Мироненко, 69), Черепанов, И. Ставцев, Щербаков, Кузьмин (Меркулов, 69), Борисов (М. Ставцев, 76), Тарасов, Лукша, Дмитриев Сокол: Крайков, Чуриков (Погосян, 86), Капленко (Мокшин, 19), Гуз, Синяк, Чобанов (Кузьмин, 46), Бабаев, Саадуев (Володин, 89), Самко, Ермолин, Шпитальный |                               |     |                        |                                                                                   |

| 15 октября 2024 5-й раунд | Сокол          | 1:3 | Урал                               | Саратов                                                                  |
| 6:30 PM | Максименко 82′ |     | 3′ Порохов · 30′ Ишков · 64′ Аюпов | Стадион: «Локомотив» Зрителей: 1380 Судья: Анатолий Жабченко (Краснодар) |
| Сокол: Крайков, Капленко, Молодцов, Иванов, Синяк, Гуз, Ермолин (Максименко, 72), Саадуев (Самко, 59), Сасин (Юзепчук, 59), Бабаев, Шпитальный Урал: Арапов, Итало, Малькевич, Бевеев, Мамин, Чудин, Ишков (Морозов, 63), Аюпов (Хрисанфов, 80), Бикфалви, Железнов (Мосин, 63), Порохов |                |     |                                    |                                                                          |